# フィーバーアストロン
フィーバーアストロンは、1992年2月にSANKYOが発売した、宇宙をモチーフとしたデザインや図柄が特徴のパチンコ機のシリーズ名。フィーバーアストロンⅢの1機種がある。

## 概要
液晶によるデジタル表示式のデジパチ。SANKYOで初めてFL管デジタルによる表示を採用し、数字や図柄だけでなく、惑星やスペースシャトルなどのデザインも液晶画面で鮮明に映し出せるようになった。

## スペック
- フィーバーアストロンⅢ
  - 賞球数 7&15
  - 大当たり最高継続 R16
  - 大当たり確率 1/245

## 図柄
- 0~9
- C
- F
- P
- L
- J

## 演出
大当たり終了後の保留玉1個目が連荘がしやすくなっている。連荘率はSANKYOの保留玉1個目連荘率のなかで最高値の20%である。

## サウンドトラック
- 『ザ・パチンコ・ミュージックフロム三共 Ⅲ』 キングレコード、1998年8月21日。KICA-1216。
  - BGMが収録されている。